# Falaise
Falaise ist eine französische Stadt im Département Calvados in der Normandie mit 7744 Einwohnern (Stand 1. Januar 2022).

## Geographie

### Lage
Falaise liegt im Süden des Départements Calvados.
Die befestigte Altstadt liegt auf einem Felsvorsprung am Fluss Ante.

### Verkehrsanbindung
Falaise liegt an der N158, die dann in die Autobahn A88 (Caen–Alençon) übergeht.
Früher besaß Falaise einen Kopfbahnhof, von dem Bahnstrecken nach Mézidon und Condé-sur-Noireau führten.

## Geschichte
Die Stadt ist die Geburtsstadt von  Wilhelm I. von England, bekannt als Wilhelm der Eroberer, dem ersten Normannenkönig von England.

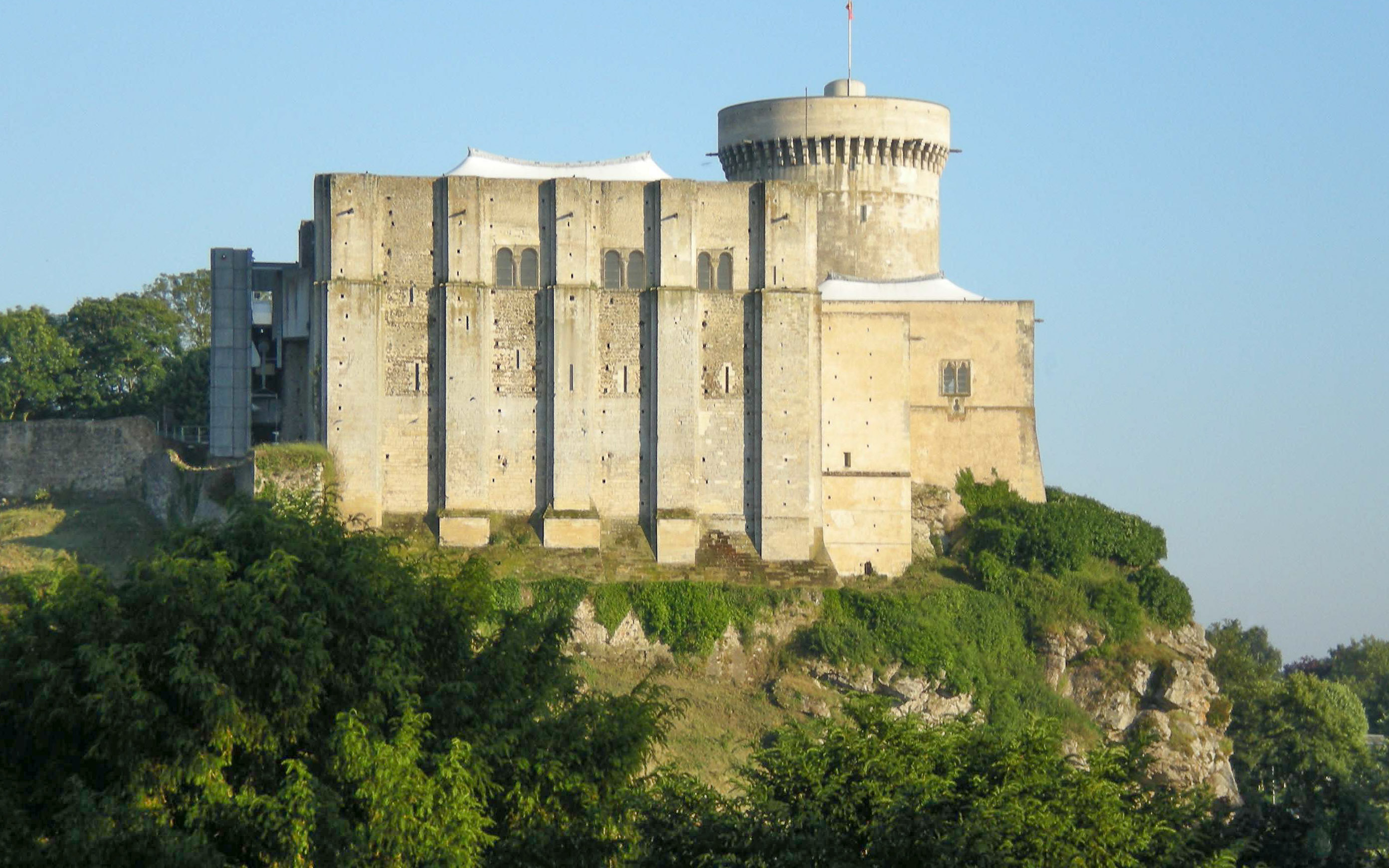
Burg Falaise

Die auf einem Felsen gebaute Burg Falaise stammt aus dem 10. Jahrhundert und war bis 1066 der Sitz der Herzöge der Normandie. Der Ort ist 1066 als Falesia erwähnt worden. In Falaise traf Herzog Robert I. die Lohgerbertochter Herleva, die die Mutter Wilhelms des Eroberers werden sollte. Um 1123 wurde die Burg von König Heinrich I. von England neu errichtet und dabei um einen rechteckigen Donjon (Bergfried) und eine starke Mauer ergänzt. 1204 fiel sie im Zusammenhang mit der Eroberung der Normandie in die Hände der Franzosen, die einen zweiten, diesmal runden Donjon errichteten, der spätere „Tour Talbot“. Als die Burg 1417 erneut von den Engländern besetzt wurde, kam Falaise nach der Schlacht von Formigny (1450) endgültig zu Frankreich. Im heutigen Vorort Guibray fand im Mittelalter einer der wichtigsten Märkte der westlichen Normandie statt.
In den 1830er Jahren schuf sich der Politiker François Guizot in Falaise eine Wählerbasis. Zu seinen Unterstützern gehörten der lokale Abgeordnete Charles Édouard Leclerc und dessen Sohn, der Bürgermeister des Ortes.
Im Zweiten Weltkrieg war der örtliche Flugplatz Basis einer „Stuka“-Gruppe der Luftwaffe der Wehrmacht in der Luftschlacht um England. Die Ju 87B/R der I. Gruppe der Trägergruppe 186 (I./TrGr 186) trafen Ende Juni 1940 in Falaise ein. Eine Woche später umbenannt in III. Gruppe des Sturzkampfgeschwaders 1 (III./StG 1), flogen die „Stukas“ bis in den September hinein Angriffe über England. Kurz nach der Landung der Alliierten wurde das deutsch besetzte Falaise am 7., 10. und 12. Juni 1944 von der alliierten Luftwaffe bombardiert. Es gab 184 Tote. Im August 1944 kam es zur Kesselschlacht von Falaise, bei der zwei deutsche Armeen eingeschlossen und vernichtet wurden. Nach der Befreiung am 17. August 1944 wurde Falaise umfangreich wiederaufgebaut, da als Folge der Kriegshandlungen 69 % der Bausubstanz zerstört waren.

### Bevölkerungsentwicklung
| Jahr                       | 1962 | 1968 | 1975 | 1982 | 1990 | 1999 | 2006 | 2016 |
| Einwohner                  | 6325 | 7180 | 8368 | 8597 | 8119 | 8434 | 8438 | 8214 |
| Quellen: Cassini und INSEE |      |      |      |      |      |      |      |      |

## Sehenswürdigkeiten
siehe auch: Liste der Monuments historiques in Falaise

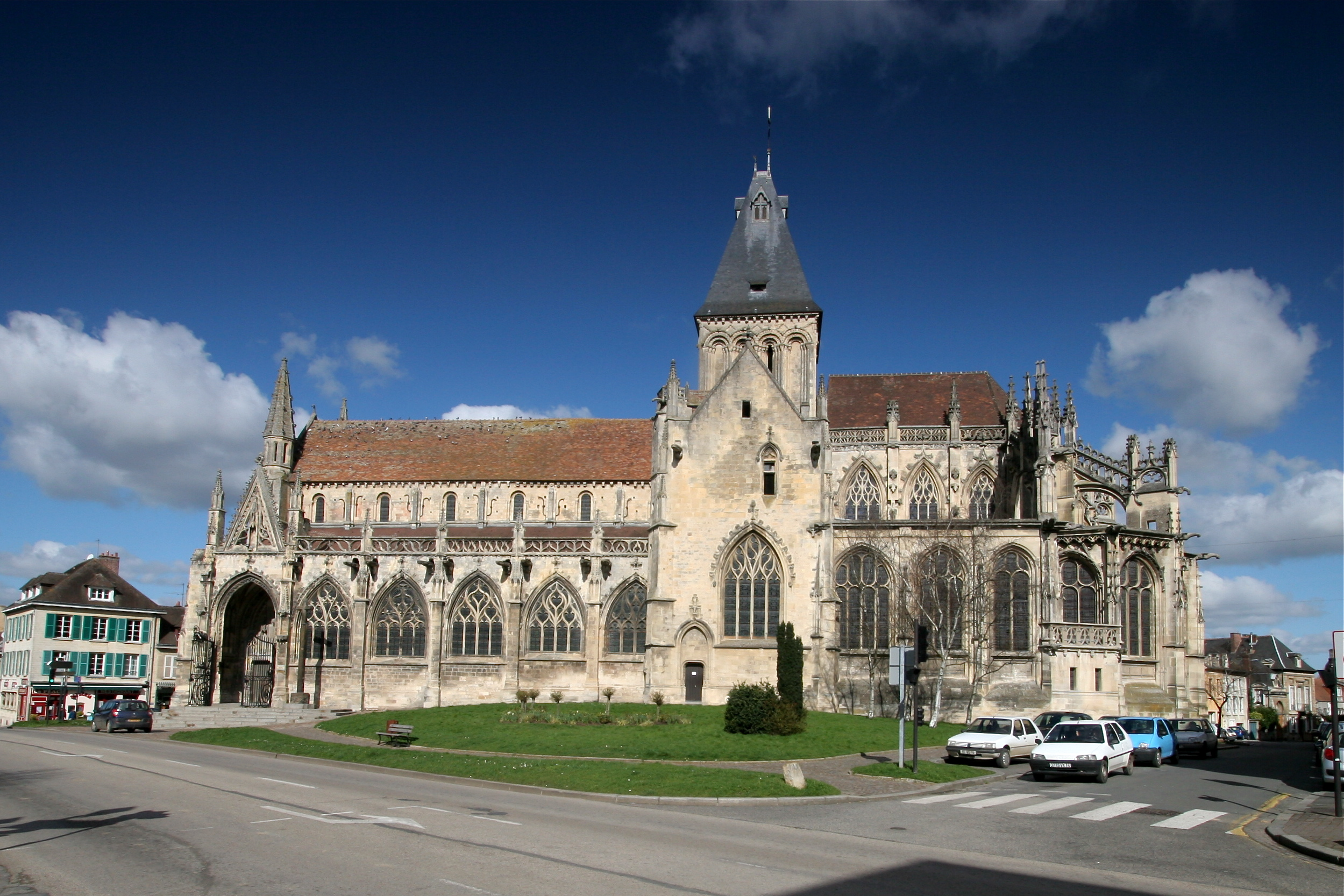
Kirche Saint-Gervais

- Burg Falaise: siehe im Abschnitt „Geschichte“
- Kirche Saint-Gervais-Saint-Protais: im Jahr 1066 im romanischen Stil begonnener Bau
- Kirche Saint-Laurent: erbaut im 11. Jahrhundert
- Kirche Sainte-Trinité aus dem 13. Jahrhundert
- Kirche Notre-Dame de Guibray: mit einer Orgel von Claude Parisot
- Markthalle (Monument historique)

## Städtepartnerschaften
- Alma in der Provinz Québec (Kanada), seit 1969
- Bad Neustadt an der Saale in Bayern, seit 1969. Es finden jährliche Schüleraustausche zwischen den Städten statt.
- Henley-on-Thames in der Grafschaft Oxfordshire (Großbritannien), seit 1974
- Cassino in der Region Latium (Italien), seit 1975

## Persönlichkeiten

Flagge von Falaise mit Skandinavischem Kreuz als Hinweis auf die Herkunft von Wilhelm I.

- Herleva (1003–1050), Geliebte (Friedelehe) des späteren Herzog Robert I. von der Normandie
- Wilhelm II. (Normandie) bzw. Wilhelm I. (England), zunächst „der Bastard“, später „der Eroberer“ genannt
- Jean Vallière (1483–1523), evangelischer Märtyrer
- Guy Le Fèvre de La Boderie (1541–1598), Dichter, Humanist und Orientalist
- Antoine de Montchrétien (1576–1621), Ökonom aus der Zeit des Merkantilismus
- Philippe Fortin de La Hoguette (1585–um 1668), Kriegsmann, Philosoph und Schriftsteller
- Frédéric de Lafresnaye (1783–1861), Ornithologe und Entomologe
- Pauline Roland (1805–1852), Feministin
- Louis Liard (* 22. August 1846 in Falaise; † 21. September 1917 in Paris), Philosoph und Pädagoge, 1884 Rektor in Caen, leitete 1884–1902 das französische Unterrichtswesen
- Alain Ferté (* 1955), Autorennfahrer
- Michel Ferté (1958–2023), Automobilrennfahrer
- Mikaël Lesage (* 1975), Fußballschiedsrichter
- Cédric Hengbart (* 1980), Fußballspieler